# Decanato di Busto Arsizio
Il decanato di Busto Arsizio è uno dei 63 decanati in cui è suddivisa l'arcidiocesi di Milano. Il decanato fa parte della zona pastorale IV di Rho e si estende solamente sulla citta di Busto Arsizio con le sue 13 parrocchie e ha un'estensione di 30 km².
Il decanato, che comprende una popolazione di quasi 85.000 fedeli, confina a nord con il decanato di Gallarate (zona pastorale II), a sud con il decanato di Castano Primo, a est col decanato della Valle Olona e col decanato di Legnano e ad ovest, ancora con il decanato di Castano Primo e col decanato di Gallarate.
L'attuale decano è mons. Severino Carlo Pagani, prevosto di Busto Arsizio.

## Storia

### La pieve di Busto Arsizio
La distribuzione territoriale a cui il decanato di Busto Arsizio, escludendo tutti i paesi vicini, è andato a sovrapporsi è quella della Pieve di Busto Arsizio, intitolata a San Giovanni Battista.

### Il decanato
Il 21 maggio 1972, in base al 46º sinodo diocesano che istituì i decanati nella diocesi, la pieve venne abolita e la città venne compresa nel decanato di Rho e quindi nella zona pastorale IV. La pieve di Busto Arsizio, pertanto, oggi è ridotta a parrocchia.

## Parrocchie
Il decanato di Busto Arsizio comprende 13 parrocchie: Santa Croce con Sant'Edoardo (unite in unità pastorale), Sant'Anna, San Giovanni Battista, San Giuseppe, Santi Luigi e Beata Giuliana, Santa Maria Regina, San Michele Arcangelo, Sacro Cuore, Santi Apostoli Pietro e Paolo, Santissimo Redentore e le parrocchie di Borsano e Sacconago, entrambe dedicate ai Santi Apostoli Pietro e Paolo.
| Denominazione                                                            | Chiesa Parrocchiale                      | Comune                                | Abitanti | Sede amministrativa         | Sito istituzionale                               |
| ------------------------------------------------------------------------ | ---------------------------------------- | ------------------------------------- | -------- | --------------------------- | ------------------------------------------------ |
| Basilica Minore Romana Collegiata Prepositurale di San Giovanni Battista | Basilica di San Giovanni Battista        | Busto Arsizio                         | 83.404   | Via Tettamanti, 4           | http://www.parrocchiasangiovannibusto.it/        |
| Parrocchia di Sant'Anna                                                  | Chiesa di Sant'Anna                      | Busto Arsizio                         |          | Piazza Sant'Anna, 1         | https://www.bustosantanna.it/                    |
| Parrocchia di Santa Croce                                                | Chiesa della Santa Croce                 | Busto Arsizio                         |          | Piazza Don Angelo Volontè   | https://oratoriosancredo.wixsite.com/santedoardo |
| Parrocchia di Sant'Edoardo                                               | Chiesa di Sant'Edoardo                   | Busto Arsizio                         |          | Via Sondrio, 11             | https://oratoriosancredo.wixsite.com/santedoardo |
| Parrocchia di San Giuseppe                                               | Chiesa di San Giuseppe                   | Busto Arsizio                         |          | Viale Stelvio, 2            |                                                  |
| Parrocchia di San Luigi e Beata Giuliana                                 | Chiesa di San Luigi e Beata Giuliana     | Busto Arsizio                         |          | Piazzale Beata Giuliana, 2  |                                                  |
| Parrocchia di Santa Maria Regina                                         | Chiesa di Santa Maria Regina             | Busto Arsizio                         |          | Via Favana, 30              | https://www.santamariaregina.it/                 |
| Parrocchia Prepositurale di San Michele Arcangelo                        | Chiesa di San Michele Arcangelo          | Busto Arsizio                         |          | Piazza Chieppi, 1/A         | https://www.sanmichelebusto.it/                  |
| Santuario del Sacro Cuore di Gesù                                        | Chiesa del Sacro Cuore                   | Busto Arsizio                         |          | Piazza G. Mora, 1/C         | https://www.fratiminori.it/luogo/sacro-cuore/    |
| Parrocchia dei Santi Apostoli Pietro e Paolo                             | Chiesa dei Santi Apostoli Pietro e Paolo | Busto Arsizio                         |          | Piazza Don Paolo Cairoli, 2 | https://www.santiapostolibusto.it/               |
| Parrocchia del Santissimo Redentore                                      | Chiesa del Santissimo Redentore          | Busto Arsizio                         |          | Via Guido d'Arezzo, 18/4    | https://www.bustoredentore.it/                   |
| Parrocchia dei Santi Apostoli Pietro e Paolo                             | Chiesa dei Santi Apostoli Pietro e Paolo | Borsano (frazione di Busto Arsizio)   |          | Via Gallarini, 2            | https://www.ssapostoli.it/                       |
| Parrocchia dei Santi Apostoli Pietro e Paolo                             | Chiesa dei Santi Apostoli Pietro e Paolo | Sacconago (frazione di Busto Arsizio) |          | Via San Cirillo, 6          | https://www.parrocchiasacconago.it/              |